# Robert of Bellême, 3. Earl of Shrewsbury
Robert of Bellême, 3. Earl of Shrewsbury (auch Belleme oder Belesme, * 1052; † 8. Mai nach 1130) war ein anglonormannischer Adliger und einer der wichtigsten Akteure in der Auseinandersetzung um die Nachfolge auf dem englischen Thron und in der Normandie zwischen den Söhnen Wilhelms des Eroberers. Er ist auch als Robert II. de Montgommery, seigneur de Bellême bekannt.
Er war der älteste Sohn von Roger de Montgomerie, 1. Earl of Shrewsbury (Haus Montgommery), und Mabile de Bellême (Haus Bellême), der Erbin der Herrschaft Alençon.

## Junge Jahre
Roberts erste dokumentierte Aktion war 1077 – ähnlich vielen anderen normannischen Adligen – die Teilnahme am Aufstand Roberts II. Curthose gegen Wilhelm den Eroberer. Die Rebellion wurde niedergeschlagen, die Teilnehmer wurden begnadigt, jedoch forderte Wilhelm die Stationierung herzoglicher Garnisonen in den wichtigsten Burgen der Barone, um zukünftige Aufstände zu erschweren.
Roberts Mutter wurde 1077 getötet, wodurch Robert ihr Eigentum im Hügelland zwischen der Normandie und Maine erbte. Aufgrund dieser frühen Erbschaft ist er eher als Robert de Bellême denn als Robert de Montgommery bekannt.
Wilhelm der Eroberer starb 1087 und Roberts erste Tat, als er davon hörte, war die Vertreibung der herzoglichen Garnison aus seinen Burgen. Roberts II. Curthose, der neue Herzog von Normandie, war nicht in der Lage, in der Normandie Ordnung zu halten, so dass Robert de Bellême die Lage ausnutzte, um Krieg gegen weniger mächtige Nachbarn zu beginnen.

## Der Aufstand von 1088
Im Jahr darauf, 1088, erhob sich Odo von Bayeux in dem Versuch, Robert II. Curthose anstelle von Wilhelm II. auf den englischen Thron zu bringen. Robert von Bellême wurde nach England geschickt, wo er sich den Verteidigern von Rochester Castle anschloss. Den Aufständischen hier wurden nach der Unterwerfung und dem Fehlschlagen der Rebellion erlaubt, abzuziehen.
Robert kehrte in die Normandie zurück, wo Odo von Bayeux es mittlerweile geschafft hatte, den Herzog davon zu überzeugen, dass Robert eine Gefahr für ihn darstelle. Robert de Bellême wurde bei seiner Landung auf dem Festland verhaftet und eingekerkert, ebenso wie der jüngere Bruder des Herzogs, der spätere König Heinrich I.
Roberts Vater, Roger de Montgommery, kam aus England herüber in die Normandie, übernahm die Burgen seines Sohnes und stellte sich gegen den Herzog. Dieser eroberte mehrere der Festungen, wurde des Kampfes aber bald müde und ließ Robert frei.
Robert de Bellême kehrte zu den Kämpfen gegen seine Nachbarn in der südlichen Normandie zurück. Er half dem Herzog bei der Unterwerfung eines Aufstands der Bürger von Rouen offenbar mit der Motivation, dabei möglichst viel von deren Eigentum an sich zu bringen. Herzog Robert wiederum unterstützte Robert de Bellême bei den Kämpfen mit seinen Nachbarn.
1094 erobert Heinrich, der Bruder des Herzogs, Domfront, eine der wichtigsten Burgen Bellêmes. Es gelang Robert nicht, die Festung zurückerlangen, so dass er sie für den Rest seines Lebens aufgeben musste.
Später im gleichen Jahr starb Roberts Vater. Sein jüngerer Bruder Hugh of Montgomery erbte den englischen Besitz und die englischen Titel, Robert bekam die normannischen Güter und damit einen großen Teil der zentralen und südlichen Normandie.
1098 starb Hugh, so dass Robert nun auch den englischen Besitz erbte. Er wurde Earl of Shrewsbury und Herr von Arundel (siehe auch Rape (Sussex)), wobei er auch bei letzterem häufig als Earl gerechnet wird.
Robert war einer der Barone, die 1101 die Invasion Englands des Robert II. Curthose unterstützte, ebenso wie seine Brüder Roger Poitevin und Arnulf de Montgomery und sein Neffe William FitzRobert. Die Invasion, die das Ziel hatte, König Heinrich I. abzusetzen, endete mit dem Vertrag von Alton, der den Invasoren Amnestie versprach, aber auch die Bestrafung von Verrätern erlaubte. Heinrich erlegte Robert 1102 eine Reihe von Lasten auf, die dieser aber nicht akzeptierte, woraufhin der König die englischen Burgen Bellêmes belagerte und eroberte. Robert verlor seinen englischen Besitz und seine englischen Titel und wurde von der Insel verbannt.
In der Schlacht bei Tinchebray konnte Robert als einer der Befehlshaber in der Armee Roberts II. Curthose nur durch seine Flucht vom Schlachtfeld die Gefangennahme vermeiden, die den Herzog ereilte. Die Normandie kam nun unter Heinrichs Herrschaft, der Robert aber nach seiner Unterwerfung erlaubte, weiterhin seinen normannischen Besitz zu halten. Erst nach weiteren Verschwörungen unter anderem zur Befreiung Roberts II. Curthose wurde er enteignet und 1112 eingekerkert. Den Rest seines Lebens – mindestens 18 Jahre – verbrachte er im Gefängnis, ab 1113 in Wareham Castle in Dorset, sein Todesjahr ist nicht bekannt, lediglich, dass es der 8. Mai war.
Robert hatte eine rasche Auffassungsgabe, war ein fähiger Militär und vermutlich der sachkundigste Burgenbauer seiner Zeit, hatte aber auch einen fürchterlichen Ruf als grausamer Sadist.

## Familie und Nachkommen
Robert heiratete kurz vor dem 9. September 1087 Agnes, die Tochter und Erbin des Grafen Guido I. von Ponthieu. Nach dem Tod des Schwiegervaters übernahm er aus ihrem Recht die Grafschaft Ponthieu. Mit Agnes hatte er einen Sohn, Wilhelm, der ihm nach seiner Gefangennahme in Alençon und Ponthieu nachfolgte.